# Forsteronia pubescens
Forsteronia pubescens là một loài thực vật có hoa trong họ La bố ma. Loài này được A.DC. mô tả khoa học đầu tiên năm 1844.